# بارشین
بارشین (قزاقی: Баршын) یک دریاچه در استان آق‌مولای کشور قزاقستان است.